# Montillières-sur-Orne
Montillières-sur-Orne – gmina we Francji, w regionie Normandia, w departamencie Calvados. W 2013 roku liczba ludności wynosiła 596 mieszkańców. 
Gmina została utworzona 1 stycznia 2019 roku z połączenia dwóch ówczesnych gmin: Goupillières oraz Trois-Monts. Siedzibą gminy została miejscowość Trois-Monts. 